# 2005年爭取香港普選大遊行
2005年爭取香港普選大遊行在2005年12月4日星期日舉行，由香港民主派籌辦，目的是為爭取在香港推行全面普選，及反對行政長官曾蔭權提出的政改方案。大會呼籲參加者穿黑衣出席。當日遊行的規模超出原先各界預料，據主單位宣佈共25萬人參加這次遊行（警方則謂有63,000人）。

## 背景

「告訴我，我會看見普選的一天嗎？」

2005年10月19日，香港政制發展專責小組發表《香港政制發展第五號報告書》，就2007年香港行政長官產生辦法及2008年香港立法會產生辦法提出具體的建議改革方案。香港政府將於2005年12月向香港立法會爭取通過政改建議。泛民主派不滿意改革方案並沒有附帶普選時間表，擔心政府會像0708雙普選一樣，借故把普選推行的時間表無限期押後，因此籌辦這次遊行營造民意，鼓勵對方案不滿的市民上街，向政府表達訴求。
在10月28日，一名78歲的老翁在香港各大報章的頭版刊登全版廣告，有關廣告只有一個沙漏，並寫著「告訴我，我會看見普選的一天嗎？ -- 一位從1984年等到2005年，現年78歲的香港人」。一般認為這個廣告使遊行人數增加了不少。
各界在香港報章上刊登全版廣告以表達支持政改方案，泛民主派人士亦有刊登全版廣告呼籲市民參與這一次的遊行。當中還有香港網民的聲音，其中香港高登討論區的部分會員於am730刊登支持遊行的廣告。
2005年11月27日，100多名香港民主派人士在中環遮打道行人專區舉行爭取普選誓師大會，多位泛民主派立法會議員到場支持，呼籲市民参加12月4日的遊行。泛民主派期望遊行人數可以超過5萬，但全國政協常委何鴻燊則對能否達到這個數字表示質疑。何鴻燊指遊行會使訴求更難實現，他亦表示民主派呼籲12月4日一家大小參與遊行，不過小朋友不懂什麼是政治制度改革。他更打賭指遊行人數不會超過5萬人，後來改為是10萬成人，因為如果家長帶同子女遊行未必是他們的意願。而香港前民主黨主席李柱銘呼籲市民出街遊行以挑戰何鴻燊的言論。

## 過程

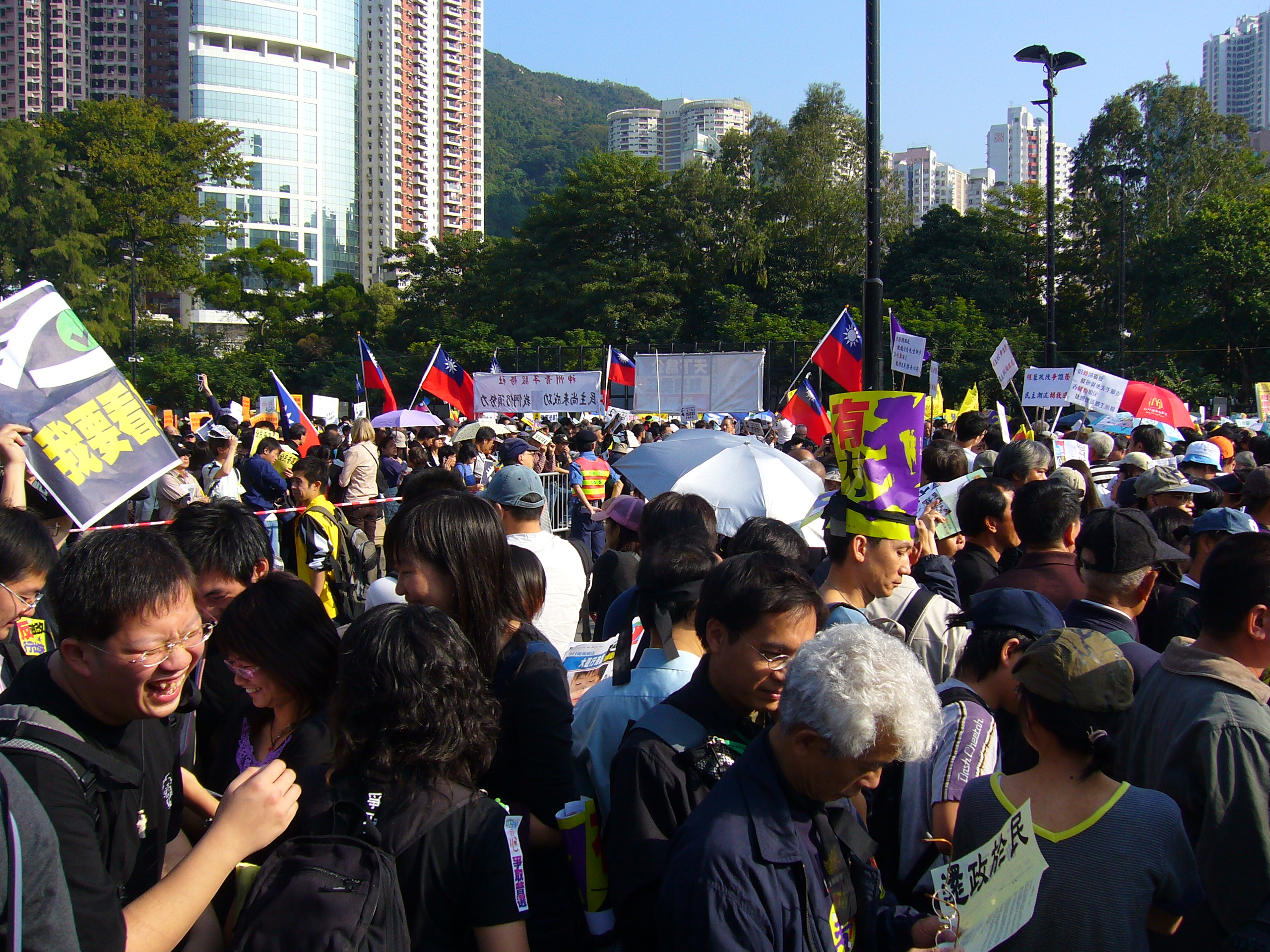
遊行人士在維多利亞公園的集會，其中有部分參與民眾手持中華民國國旗遊行。

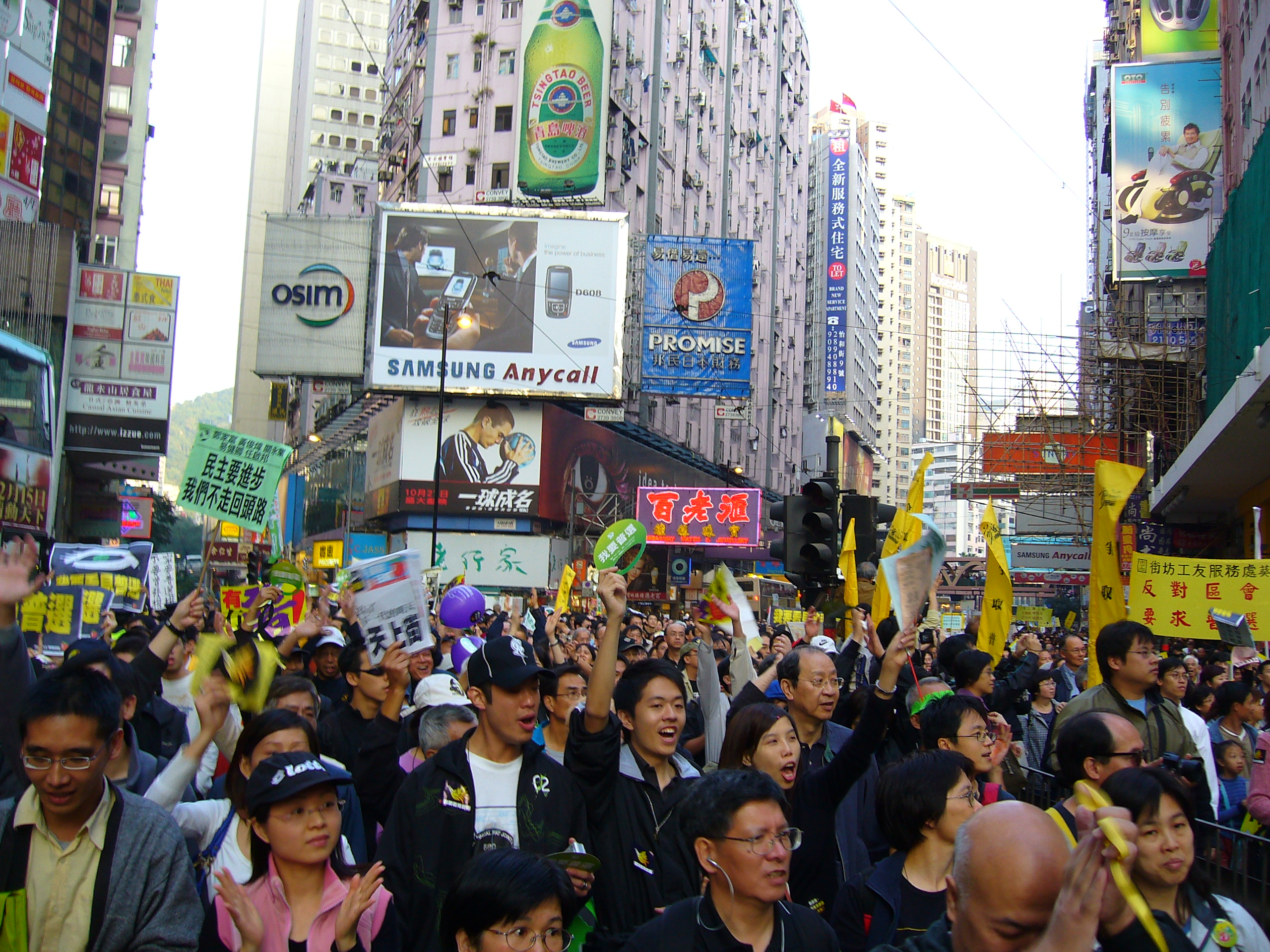
遊行人士途經銅鑼灣崇光百貨外。

12月4日日早上，有天主教的祈禱會表達他們對民主和實行普選的訴求，天主教香港教區主教陳日君亦有出席這次聚會。
當日中午，遊行人士開始於香港島銅鑼灣維多利亞公園足球場集合，並於下午3時正開始出發，沿怡和街、軒尼詩道經金鐘道遊行至中環政府總部。警方在當日封鎖三條行車線給予遊行隊伍，介乎中環置地廣場及北角糖水道之間的電車服務因遊行的關係暫停服務。當日遊行的秩序大致良好。
香港政府前政務司司長陳方安生出席了這一次的遊行，沿途的參加者為她的參加而鼓掌，表示支持。
遊行隊伍由泛民主派人士帶領開始遊行，他們手持一幅畫有巨型鳥籠的橫額，橫額上有「反對政府方案，堅決爭取普選」的大字。隊伍中亦有高登討論區的部分會員舉起寫有“想要小丑，還是特首？”的橫額。
在下午4時40分左右於鵝頸橋附近遊行隊伍中有人要求開放軒尼詩道東行線讓他們遊行。事件中有人衝出行車線，並一度與警察發生推撞。結果其後警方開放軒尼詩道東行線直至晚上6時多。與此同時，警方亦開放維園所有出入口，使參與遊行人士能夠加快離開維園。
下午5時多首批遊行隊伍到達中環政府總部，並在總部的閘門外結上黑色或黃色的絲帶。
下午8時，最後一批遊行隊伍到達中環政府總部。其中數百名遊行人士聚集於政府總部門外，要求行政長官曾蔭權和政制事務局局長林瑞麟立即與群眾直接對話，否則不會離開。
曾蔭權下午8時45分在禮賓府會見傳媒。
下午9時多，這次遊行發起單位宣佈結束在政府總部外的集會，參加者亦和平散去。曾蔭權在遊行結束時都沒有親身到政府總部與群眾直接對話，遊行主辦人之一的立法會議員李卓人表示因考慮到集會一直舉行下去不會有好的結束，故此呼籲參加集會的人士和平散去。

## 人數爭議
遊行人數繼歷次香港七一遊行後，再次成為遊行的爭議話題。
早在下午4時半，警方指若遊行人士不從指定出口離開，將不會被計入遊行人數內。到後來因為遊行人數眾多，警方開放全部六條行車線與遊行人士，亦同時開放維園的其他出口，使遊行人士能夠加快離開。
根據發起遊行的泛民主派團體宣佈，參與這次遊行的人在當日下午3時已經站滿維多利亞公園內的6個球場。以他們早前的計算每一個球場可站立約1萬人，亦即是遊行人數大約已經達到6萬多人。遊行隊伍於下午5時多到達政府總部。其後又宣佈遊行人數達25萬人。
然而警方宣佈於遊行開始之時於維多利亞公園只有4萬人，晚上警方發表遊行人數為6萬3千。香港大學統計及精算系的統計得出7萬至9萬。港大學生研究隊初步估計遊行人數為8萬至9萬8千，也遠低於泛民主派團體的數字。他們均已把估計的中途加入人數計算在內。
這種巨大差距可能表示不同團體對中途加入人士的處理問題。主辦者沒有否認對其統計有大誤差的質疑。由於遊行路線並非完全封閉，不少參加者都在銅鑼灣圓形天橋及太古廣場兩處離開遊行隊伍“補給”，或購買食物飲料，或趁機會去洗手間。
1. 若然點算者利用一個固定地點作觀測點並統計該處的人流，則只可統計出經過某一地點的平均人流，從而推算出整體的參與人數。這是警方的統計方法。
2. 若然在遊行路線的多個地點作出統計，可以得知不同地點的人流變化。根據這個變化，我們約略可以推算出有多少人選擇在中途加入，從而亦推算出比較可靠的實際參與人數。這是香港大學兩個不同統計採用的方式。
3. 然而，以上兩個方法都有可能把參與人數平均化。例如：有參加者體力不支，所以在銅鑼灣退出；但又有另一個參加者又選擇在太古廣場加入。這兩個不同的參加者，在以上的方式都會並統計為一個參加者。所以民陣的統計方式，是在沿途不同地點點算加入和退出的人數作參考。然而，若參加者在中途離隊兩次，這一個人就有可能被當作三個人來點算，使點算人數超出實際參與的人數。因此，主辦當局在籌備時，要求所有參加者自備食物和飲料，以減低點算上的偏差。不過，這對臨時即興加入遊行的民眾來說卻沒有作用。
4. 更為可靠的做法，是民主黨在2003年71遊行之後，利用問卷作抽樣調查，以瞭解不同參加者的遊行路線。這是最可靠，但又最費時的方式。而且，這種統計方式不能在事件發生時立即公布數字。

## 各界反應
身在中國北京的前基本法起草委員會委員許崇德於12月4日表示香港遊行是「家常便飯的事」，他不支持也不反對。許氏還稱「如果掌握真理，幾個人出來就也是真理；如果不是真理，則不論遊行人數是多少萬也不是真理。」他並且表示香港要穩定，應以理性探討任何問題，最好不要以激烈的方式來表達訴求。
以“普通市民”身分参加游行的香港前政务司司长陈方安生强调，她无意与特区政府或是中央政府对抗、对立，只是以市民认可以及可接受的方式表达意见。这似乎是对认为游行是激烈方式而非正常权利行为的一种反驳。陈方安生认为，在市民强烈民主的诉求之下，特区政府及中央要小心聆听市民的诉求。
香港政府特首曾蔭權於遊行當日下午8時45分在禮賓府會見傳媒，他稱政府是聽到市民對政改的訴求。他見到當日有數以萬計的市民遊行，他見到不是一堆遊行人數的數字，而是一群有熱誠、理想和愛香港的人。他稱他自己了解市民對政府在政改方案上的訴求。還有，他表示現時修改方案的空間有限，不過他稱會盡量在有限的空間內完善政改方案，並且稱翼在任內完成政改路線圖。
12月15日，曾蔭權曾然走到民建聯與自由黨的「支持政改方案」攤位，呼籲市民簽名支持政改方案。事後，有部分傳媒指責曾蔭權身為政見中立的所謂行政長官竟走到街頭要求市民支持政改方案。
全國政協常委何鴻燊認為，參加人數要達到五十萬才可能令政府修訂政改方案，加上決定權在中國中央政府手上，激怒中央對政改沒有幫助。行政會議成員陳智思則表示，政改方案可以修改的空間有限，遊行人數對方案不可能有影響。香港嶺南大學公共管治研究部主任李彭廣也認為12月4日當日遊行以中年及青年人較多，他們對普選的議題亦有認識，希望普選訴求可以達到。
中國總理溫家寶2004年4月曾明确表示“香港人民最终会实现普选特首和立法会议员，12月温家宝在法國訪問時表示，希望香港人能按照基本法及人大常委會解釋的要求，循序漸進地推行民主。而有关人士认为，没有提供普选时间表、民主路线图的“从香港的实际情况出发，循序漸進”一类的承诺，比较难“最终”实现双普选。
美國國務院發言人亚当·埃雷利稱要求中國大陸中央政府儘快給予香港民主制訂時間表，他還表示經過這一次的遊行，美國相信香港人已經為民主作好準備，並且愈早實行普愈好。而且他表示已經向各方表明推行普選的重要。而中國中央政府外交部發言人秦剛對美國這番言論表示中國反對美國干擾香港事務；香港的民主發展是中國內政，其他國家不得干擾。